# Жук Олександр Васильович
Олекса́ндр Васи́льович Жу́к (нар. 1938, с. Серединка, Вінницька область). Лікар-отоларинголог Гайворонської ЦРЛ, депутат Гайворонської міської ради. Почесний громадянин міста Гайворон та с. Серединка Бершадського району.

## Біографія
Народився 18 серпня 1939 року в селі Серединка Бершадського району Вінницької області.

### Освіта
Ріс Олександр кмітливим, мав велику жадобу до знань. Вчився у місцевій семирічці. Продовжував навчання у школі в с. Тернівка.
1955 року вступив у Вінницький медичний інститут імені М. І. Пирогова. Вже з 3-го курсу і до закінчення вузу отримував підвищену стипендію. За успіхи у навчанні і громадській роботі нагороджувався грамотами й пам’ятними подарунками ректорату, профкому і комітету комсомолу інституту.
У червні 1961 р. Олександр Жук закінчив лікувальний факультет Вінницького медичного інституту імені М. І. Пирогова.

### Лікарська діяльність
Згодом приїхав у м. Гайворон. Отримав призначення на посаду дільничого терапевта райполіклініки. Працював також за сумісництвом терапевтом-ординатором залізничної лікарні.
У 1965 р. Олександр Жук був призначений головним лікарем району. Завдяки його старанням й наполегливості зміцнено і розширено матеріальну базу закладів охорони здоров’я. У 1966 р. введена в дію районна дитяча консультація та дитяча кухня. У 1977 р. закінчено реконструкцію і відкрито районну поліклініку і аптеку.
З 1966 р. Олександр Жук став працювати отоларингологом. Щоб поглибити свої знання, залишив посаду у Гайвороні і виїхав до Києва, де два роки навчався у спеціальній клінічній ординатурі на кафедрі хвороб вуха, горла, носа Київського національного медичного університету. Одночасно з роботою у ЛОР-відділенні центральної клінічної лікарні м. Києва був і викладачем медичного училища.
Надавав медичну допомогу студентам з Африки і Близького Сходу, що навчались у Києві, членам туристичних делегацій, працівникам дипломатичних посольств і консульств, іншим іноземним громадянам.
Після завершення ординатури О. В. Жуку пропонували залишитися в столиці або поїхати на роботу в якийсь із обласних центрів. Але він повернувся у Гайворон.
У 1994 р. Олександр Жук організував і очолив районне територіальне медичне об’єднання.
У 1990-1994 рр., коли Олександра Васильовича обрали депутатом Кіровоградської обласної ради народних депутатів, завдяки його активній діяльності та громадській життєвій позиції в місті були побудовані: стоматологічна поліклініка (1991 р.), перший корпус терапевтичного комплексу лікарні (1994 р.), новий навчальний корпус школи № 5, Ощадбанк, 8-квартирний житловий будинок для працівників районного відділення МВС.
Під керівництвом О. В. Жука здійснювалася цілеспрямована робота щодо реформування системи охорони здоров’я в районі.
За роки роботи він виконав понад 12 тисяч різних отоларингологічних хірургічних операцій з успішними результатами. Надав поліклінічну допомогу більш як 500 тисячам пацієнтів.

## Нагороди та почесні звання
О. В. Жук – лікар вищої категорії, нагороджений знаком «Відмінник охорони здоров’я СРСР», орденом «Знак пошани», медалями.
Мав честь бути на з’їздах отоларингологів СРСР і України. Обирався депутатом міської, районної (сім скликань) і обласної рад. Його портрет занесено на міську Дошку пошани.
Почесний громадянин міста Гайворона та села Серединки Бершадського району Вінницької області.
У 2008 р. громадськість міста, району, обласне управління охорони здоров’я, медичні працівники відзначили 70-річний ювілей від дня народження Олександра Васильовича Жука, а в 2011-му – 50-річний ювілей лікарської праці.